# Queen Aminata
Pour les articles homonymes, voir Sylla (homonymie).
Aminata Sylla plus connue sous son nom de ring Queen Aminata est une catcheuse professionnelle guinéenne,,..
Elle est signée à All Elite Wrestling (AEW) et à la promotion sœur d'AEW, Ring of Honor (ROH). Elle est également connue pour son passage à l'Ohio Valley Wrestling (OVW) et sur le circuit indépendant américain,,.

## Biographie
Dans une interview, Queen Aminara déclare avoir immigré de Guinée aux États-Unis en avril 2013, après avoir vécu et étudié à Paris (France). Elle y a étudié le droit international privé et a obtenu l'autorisation d'exercer en France.

## Carrière de catcheur professionnel

### Début de carrière (2017-2020)
Queen Aminata fait ses débuts en 2017, luttant principalement sur le circuit indépendant de l'Ohio. Le 30 avril 2017, elle participe à une house show de la WWE,  où elle lutte en équipe avec Kaylee mais perd face à Asuka et Kairi Sane. En 2020, elle lutte au Japon pour diverses promotions, notamment Sendai Girls'l (en). Elle a également travaillé pour MCW Pro Wrestling (en).

### Lutte d'élite / Ring of Honor (2021-présent)

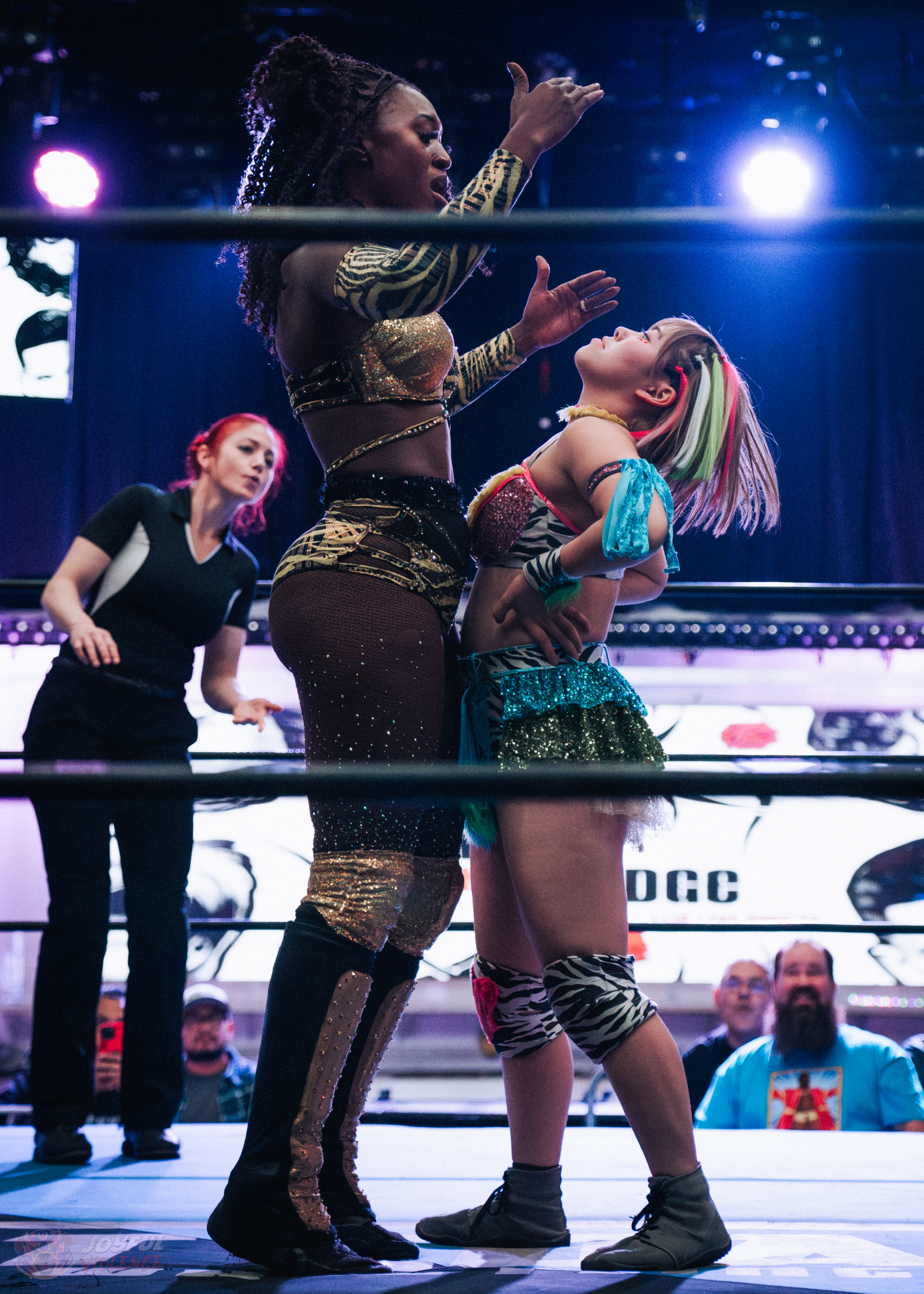
Aminata (à gauche) dominant en février 2024

Le 7 avril 2021, elle fait ses débuts à l'All Elite Wrestling (AEW) dans un épisode de Dark (en), où elle faisait équipe avec Amber Nova et perd contre Big Swole (en) et Red Velvet (en). Elle fait ses débuts à la télévision le 23 novembre 2022 dans Rampage (en), perdant contre Hikaru Shida.
Lors du Holiday Bash (en) du 20 décembre 2023, elle est battue par Skye Blue (en). Trois jours plus tard, le 23 décembre, elle fait ses débuts à la Ring of Honor (ROH)  dans un épisode de Ring of Honor Wrestling, où elle bat Maya World,. Le 3 janvier 2024, elle fait ses débuts à Dynamite et perd contre la nouvelle venue Mariah May. Le 12 janvier 2024, elle perd un match contre le vétéran Hikaru Shida, et une semaine plus tard, elle est battue par Kris Statlander. Le 20 janvier, elle perd à nouveau, cette fois contre l'ancienne combattante d'arts martiaux mixtes Thunder Rosa. Lors de l'édition du 16 février 2024 de Rampage, Aminata remporte sa première victoire en AEW en battant Anna Jay. Après le match, il est annoncé qu'Aminata a officiellement signé avec la société. Le même mois, Aminata participe à un tournoi pour couronner la première championne du monde de télévision féminine de la ROH. Elle bat J-Rod au premier tour, Taya Valkyrie en quart de finale et Red Velvet en demi-finale pour affronter Billie Starkz (en) en finale lors de Supercard of Honor,,. Lors de l'événement du 5 avril 2024, Aminata perd contre Starkz après que cette dernière ait feint une blessure pour étrangler Aminata et remporter le titre.
Le 26 juillet 2024, à Death Before Dishonor,  Queen Aminata affronte Athena pour le championnat du monde féminin de la ROH, après une rivalité très attendue entre les deux. Cependant, Aminata échoue dans sa quête du titre : Lexy Nair (en) donne un micro à Athena, qui l'exige, et frappe Aminata pour l'achever. La distraction est causée par Red Velvet et Billie Starkz, qui se battent à l'extérieur du ring , permettant à Athena de conserver son titre.

## Championnats et réalisations
- Championnat de lutte de génération [23]
  - Championnat féminin GCW (1 fois) [24]
- Lutte professionnelle illustrée
  - Classée n° 55 des 250 meilleures lutteuses du PWI Women's 250 en 2024 [25].

## Vie privée
Queen Aminata est musulmane et mère de famille,. Elle est polyglotte et peut parler quatre langues : le français, l'anglais, le soussou et le peul.